# Lê Khánh Hải
Lê Khánh Hải (1966) là một chính khách cao cấp Việt Nam và hiện là Ủy viên Ban Chấp hành Trung ương Đảng Cộng sản Việt Nam khóa XIII, Chủ nhiệm Văn phòng Chủ tịch nước.

## Tiểu sử
Lê Khánh Hải sinh ngày 27 tháng 05 năm 1966, quê tại xã Triệu Thành, huyện Triệu Phong, tỉnh Quảng Trị, trong một gia đình có truyền thống cách mạng, là cháu nội của cố Tổng Bí thư Ban Chấp hành Trung ương Đảng Cộng sản Việt Nam Lê Duẩn, là con trai của Đại tá Lê Hãn - nguyên Cục trưởng Cục Quản lý các nhà trường quân đội, nguyên Tư lệnh Bộ Tư lệnh Bảo vệ Lăng Chủ tịch Hồ Chí Minh.

## Sự nghiệp
Từ 1982-1988: ông học sĩ quan kỹ thuật quân sự tại Trường Cao đẳng Kỹ thuật Quân sự Vin-Hem Pich (nay là Trường Đại học Trần Đại Nghĩa) thuộc Tổng cục Kỹ thuật, Bộ Quốc phòng Việt Nam. Sau khi tốt nghiệp, được phân công công tác tại Bộ Tư lệnh Quân khu 7.
Từ 1988-1990: Công tác tại Công ty vận tải Biển Việt Nam.
Từ 1990-1995: Phó Trưởng phòng xuất nhập khẩu, Công ty xuất nhập khẩu và Phát triển văn hóa, doanh nghiệp loại I thuộc Bộ Văn hóa Thông tin.
Từ 1995-2001: Phó Giám đốc, Bí thư Chi bộ Công ty xuất nhập khẩu và Phát triển văn hóa, doanh nghiệp loại I thuộc Bộ Văn hóa Thông tin.
Từ 2001-2004: Giám đốc, Bí thư Chi bộ Công ty Xuất nhập khẩu và Phát triển văn hóa.
Từ 2005-2007: Giám đốc, Bí thư Đảng bộ Trung tâm triển lãm Văn hóa Nghệ thuật Việt Nam – Đơn vị sự nghiệp thuộc Bộ Văn hóa, Thể thao và Du lịch.
Từ 2008-2010: Vụ trưởng, Bí thư Chi bộ Vụ Thi đua khen thưởng Bộ Văn hóa, Thể thao và Du lịch.
Ngày 11 tháng 6 năm 2010, ông được Thủ tướng Nguyễn Tấn Dũng bổ nhiệm làm Thứ trưởng Bộ Văn hóa, Thể thao và Du lịch.
Năm 2015, ông được bầu làm Bí thư Đảng ủy Bộ Văn hóa, Thể thao và Du lịch.
Ông hai lần được bổ nhiệm lại chức vụ Thứ trưởng Bộ Văn hóa, Thể thao và Du lịch tại Quyết định số 1884/QĐ-TTg năm 2016 và Quyết định số 937/QĐ-TTg năm 2020 của Thủ tướng Nguyễn Xuân Phúc.
Ngày 08 tháng 12 năm 2018, ông được bầu làm Chủ tịch Liên đoàn Bóng đá Việt Nam khóa VIII (nhiệm kỳ 2018-2022).
Năm 2019, ông tham gia lớp bồi dưỡng kiến thức mới cho cán bộ quy hoạch chiến lược khóa XIII tại Học viện Chính trị Quốc gia Hồ Chí Minh.
Ngày 8 tháng 10 năm 2020, được bổ nhiệm làm Phó Chủ nhiệm Văn phòng Chủ tịch nước.
Ngày 31 tháng 1 năm 2021, tại Đại hội Đảng Cộng sản Việt Nam XIII, ông được bầu vào Ban Chấp hành Trung ương Đảng Cộng sản Việt Nam khoá XIII.
Ngày 30 tháng 3 năm 2021, Ông Lê Khánh Hải giữ chức Chủ nhiệm Văn phòng Chủ tịch nước.
Ngày 4 tháng 6 năm 2021, Thủ tướng Chính phủ Phạm Minh Chính ký Quyết định số 855/QĐ-TTg, bổ nhiệm ông làm Ủy viên Hội đồng Thi đua - Khen thưởng Trung ương.